# Oratorio della Santissima Annunziata (Cipressa)
L'oratorio della Santissima Annunziata è un luogo di culto cattolico situato nel comune di Cipressa, in piazza Martini, in provincia di Imperia.

## Storia e descrizione

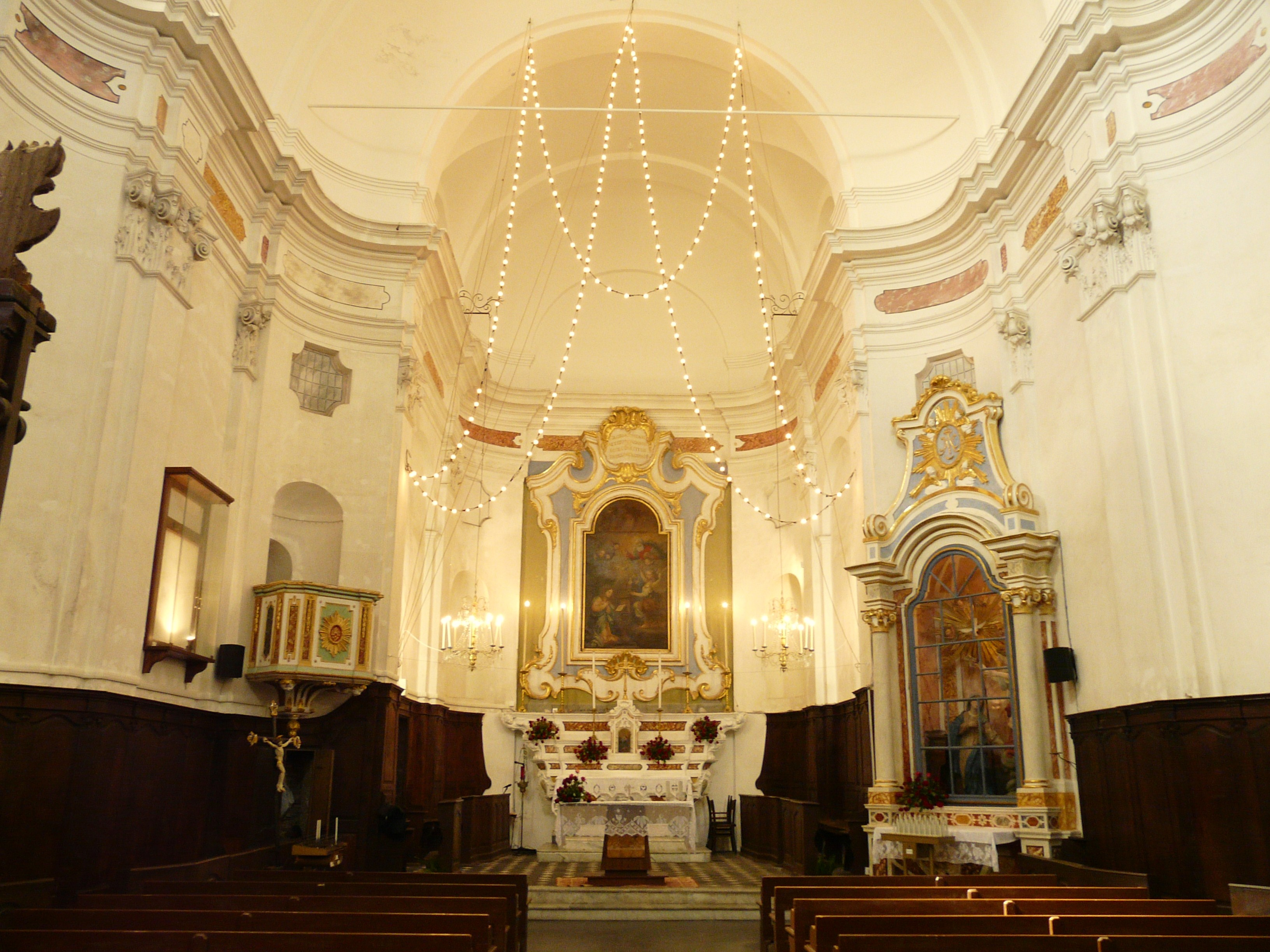
L'altare maggiore

Eretto vicino alla chiesa parrocchiale della Visitazione è del XVIII secolo e sede di un priorato locale. La costruzione è ad opera di Francesco Marvaldi che l'avrebbe completata nel 1757.
Al suo interno è conservata una statua in legno raffigurante l'Annunziata di Anton Maria Maragliano.